# Granada Hills Charter High School
La Granada Hills Charter High School (Granada Hills High School) est une école américaine publique du secondaire, soumise à la charte et mixte située à Granada Hills, près de Los Angeles, en Californie.
Fondée en 1960, elle était auparavant administrée directement par le Los Angeles Unified School District (en) (LAUSD), mais est indépendante depuis son statut de « Charter school » en 2003.
Les couleurs de l'école sont le vert, le noir et le blanc.